# شورش آکیزوکی

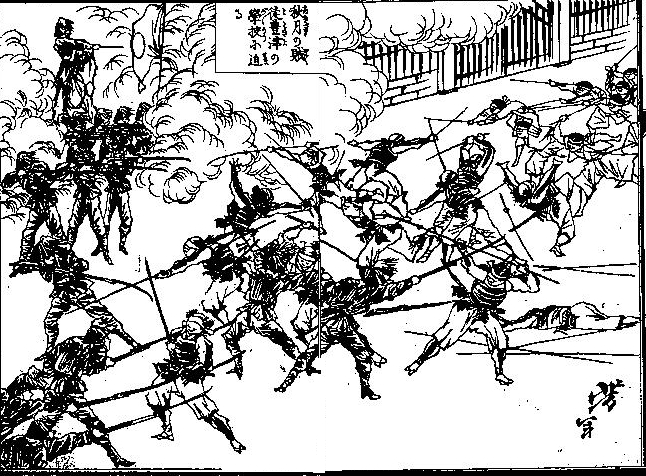
شورش آکیزوکی اثر کانگاکی رابون "سینان چینجیوروکو، زوکوهنجو"

شورش آکیزوکی (به ژاپنی: 秋月の乱 Akizuki no ran) یکی از شورش‌های بود که توسط سامورایی‌های سابق در دوره میجی در کیوشو علیه دولت میجی انجام شد.